# Papanași
Papanașii sunt un fel de desert realizat din brânză dulce de vaci, ouă, făină, griș, pesmet și zahăr. În mod normal sunt serviți cu smântână și dulceață sau gem, dar se servesc și presărați cu zahăr.

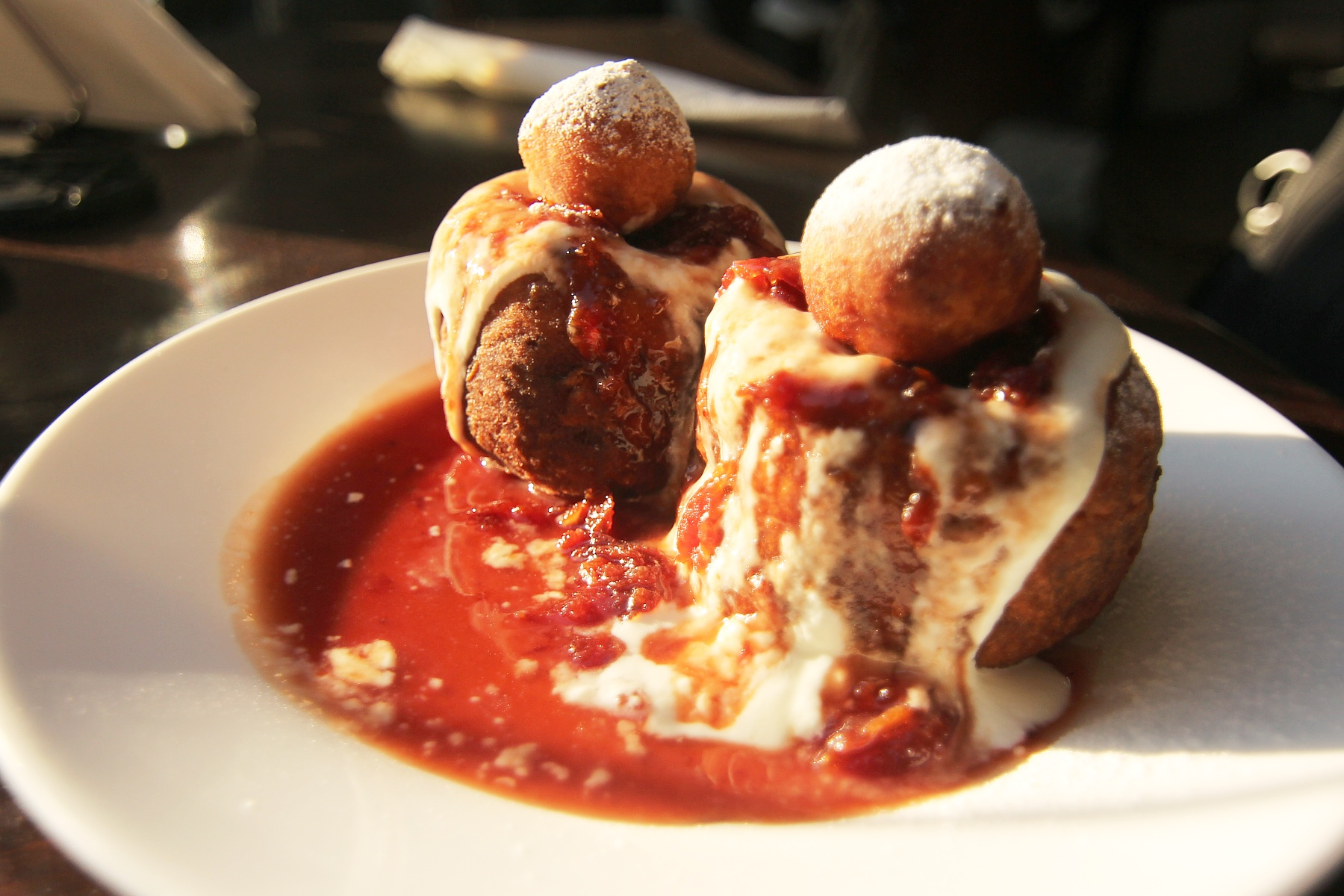
Papanași ornați cu dulceață de vișine și zahâr pudră

Papanașii sunt un desert tradițional. Este posibil ca acest cuvânt să provină din latinescul papa, care înseamnă (printre altele) „mâncare de copii”.

## Legături externe

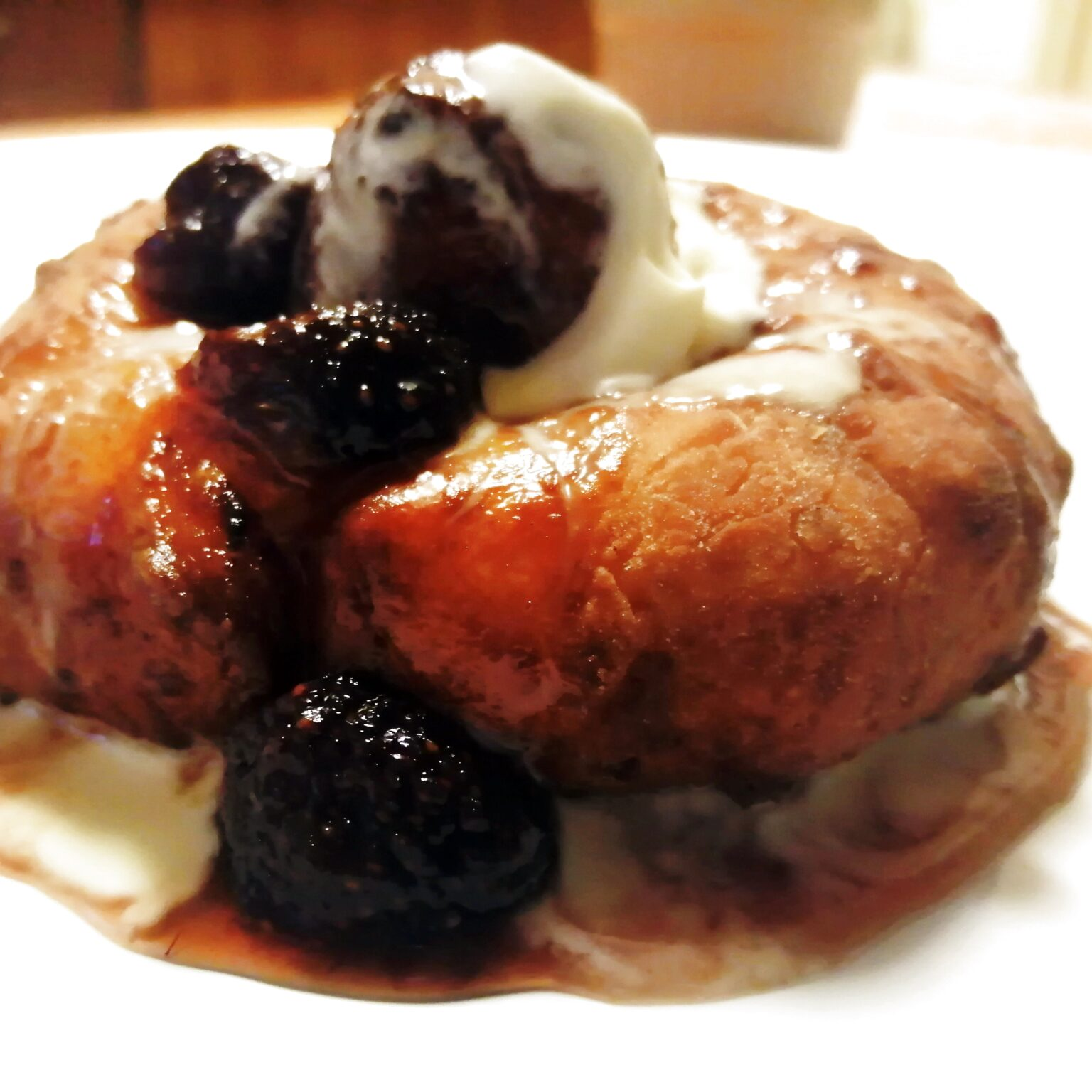